# Xantina
La xantina (3,7-diidropurina-2,6-dione) è una base purinica. In natura esiste come derivato metilato sui vari atomi di azoto, costituendo un gruppo di alcaloidi chiamati metilxantine. Esempi di questi sono le xantine contenute nel caffè (caffeina), nel tè (teofillina) e nel cacao (teobromina) come anche alcune sostanze impiegate in farmacologia come broncodilatatori: ad esempio la stessa teofillina e l'etofillina.

## Metabolismo
La xantina può derivare:
- dalla guanina tramite la Deaminazione mediata dalla guanasi;
- dalla ipoxantina tramite la xantina ossidasi, enzima inibito dall'allopurinolo. La xantina è poi convertita in acido urico dalla stessa xantina ossidasi.

A sua volta la xantina, assieme all'ipoxantina ed alla guanina può essere salvata da enzimi chiamati fosforibosil-trasferasi (es. la HGPRT) ed essere processata (come xantosina monofosfato o XMP) per risintetizzare le basi puriniche. È molto importante in quanto inibisce le fosfodiesterasi e così aumenta localmente la concentrazione di cAMP (mediatore intracellulare di adrenalina, detta anche epinefrina, del paratormone e l'ormone antidiuretico) e cGMP, ciò va a potenziare l'attività delle lipasi, quindi è favorita la mobilizzazione di lipidi di deposito [attività lipo-litica]. Le xantine più importanti sono la caffeina (nella camelia sinensis e coffea arabica), tebromina e teofillina (nella camelia sinensis, cacao amaro).

## Patologie
Persone con rare disfunzioni genetiche possono avere una carenza di xantina ossidasi e non possono convertire la xantina in acido urico.